# Darlene Cates
Darlene Cates (született Rita Darlene Guthrie) (Borger, Texas, 1947. december 13. – Forney, Texas, 2017. március 26.) amerikai színésznő.

## Filmjei
- Gilbert Grape (What's Eating Gilbert Grape) (1993)
- Kisvárosi rejtélyek (Picket Fences) (1994, tv-sorozat, egy epizódban)
- Angyali érintés (Touched by an Angel) (1996, tv-sorozat, egy epizódban)
- Wolf Girl (2001, tv-film)
- Mother (2004, rövidfilm)
- Billboard (2017)

## További információ
- Darlene Cates a PORT.hu-n (magyarul)
- Darlene Cates az Internetes Szinkronadatbázisban (magyarul)
- Darlene Cates az Internet Movie Database-ben (angolul)
- Darlene Cates a Rotten Tomatoeson (angolul)